# Kultura Che-mu-tu

Mapa rozšíření kultury

Kultura Che-mu-tu (čínsky pchin-jinem Hémǔdù wénhuà, znaky 河姆渡文化) byla neolitická archeologická kultura na území Číny. Sídlila jižně od zátoky Chang-čou a na ostrovech Čou-šan. Existovala v 6. tisíciletí př. n. l. až 4. tisíciletí př. n. l.
Je pojmenována podle vesnice Che-mu-tu v provincii Če-ťiang, kde byly roku 1973 poprvé objeveny její pozůstatky. Naleziště bylo roku 1982 zapsáno na seznam čínských kulturních památek. V roce 1993 zde bylo otevřeno archeologické muzeum.

## Charakteristika
Předpokládá se, že příslušníci kultury měli blíže k austronéským národům než k Chanům. Provozovali šamanismus, doložen je kult Slunce. V některých hrobech byly nalezeny nefritové předměty, svědčící o existenci bohaté vrstvy, i když společenské rozdíly nebyly tak výrazné jako v pozdějších obdobích čínské historie.
Obyvatelé žili v dlouhých dřevěných domech na kůlech. Znali tkalcovství a pěstovali bource morušového, zpracovávali jadeit a slonovinu, vyráběli kostěné píšťaly. Keramika byla barvena na černo pomocí dřevěného uhlí a zdobena figurativními motivy, poprvé v čínských dějinách se objevují předměty z lakovaného dřeva. Byly také nalezeny pluhy a rýče zhotovené ze zvířecích kostí. 
K rozvoji kultury napomohlo holocenní klimatické optimum s vysokými teplotami a dostatkem srážek. Potravou byla rýže, plody kotvice, lotosu, leknínce, slzovky a tykví. Prasata byla v tomto období již domestikována, jídelníček doplňoval lov (asijský buvol) a rybolov (karas obecný). 

## Artefakty

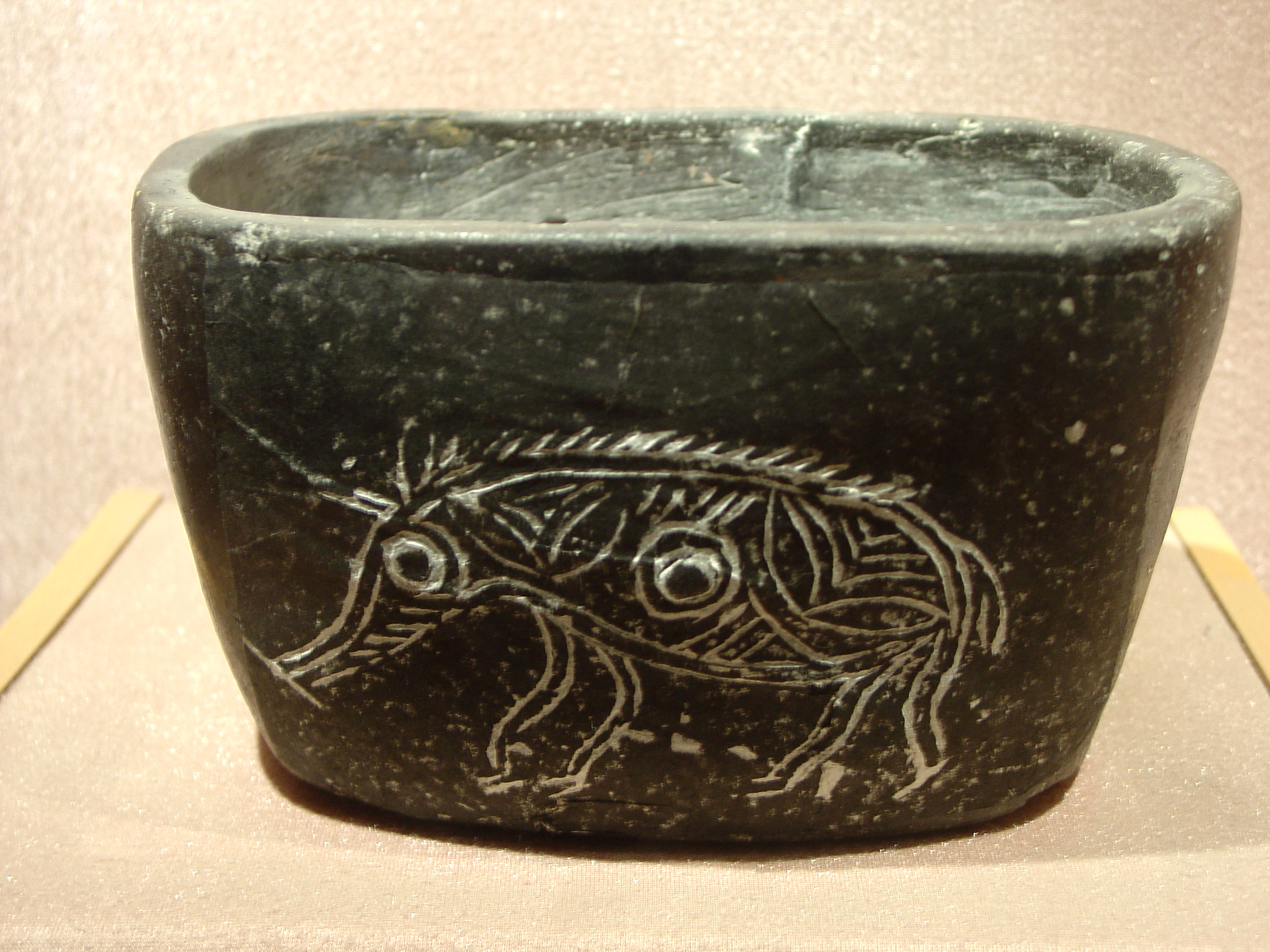
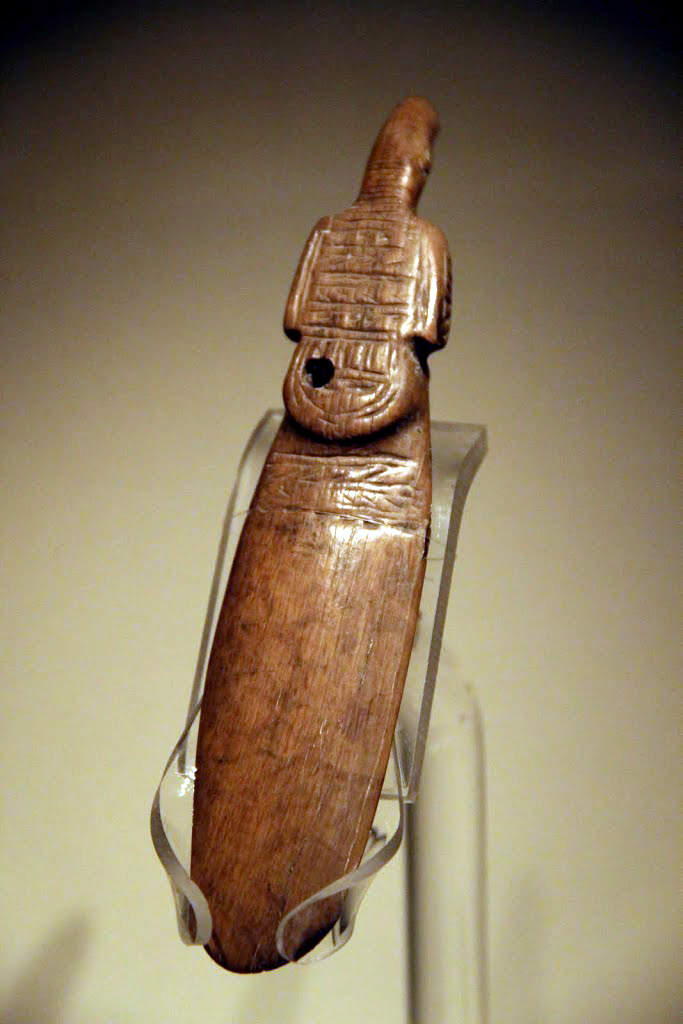
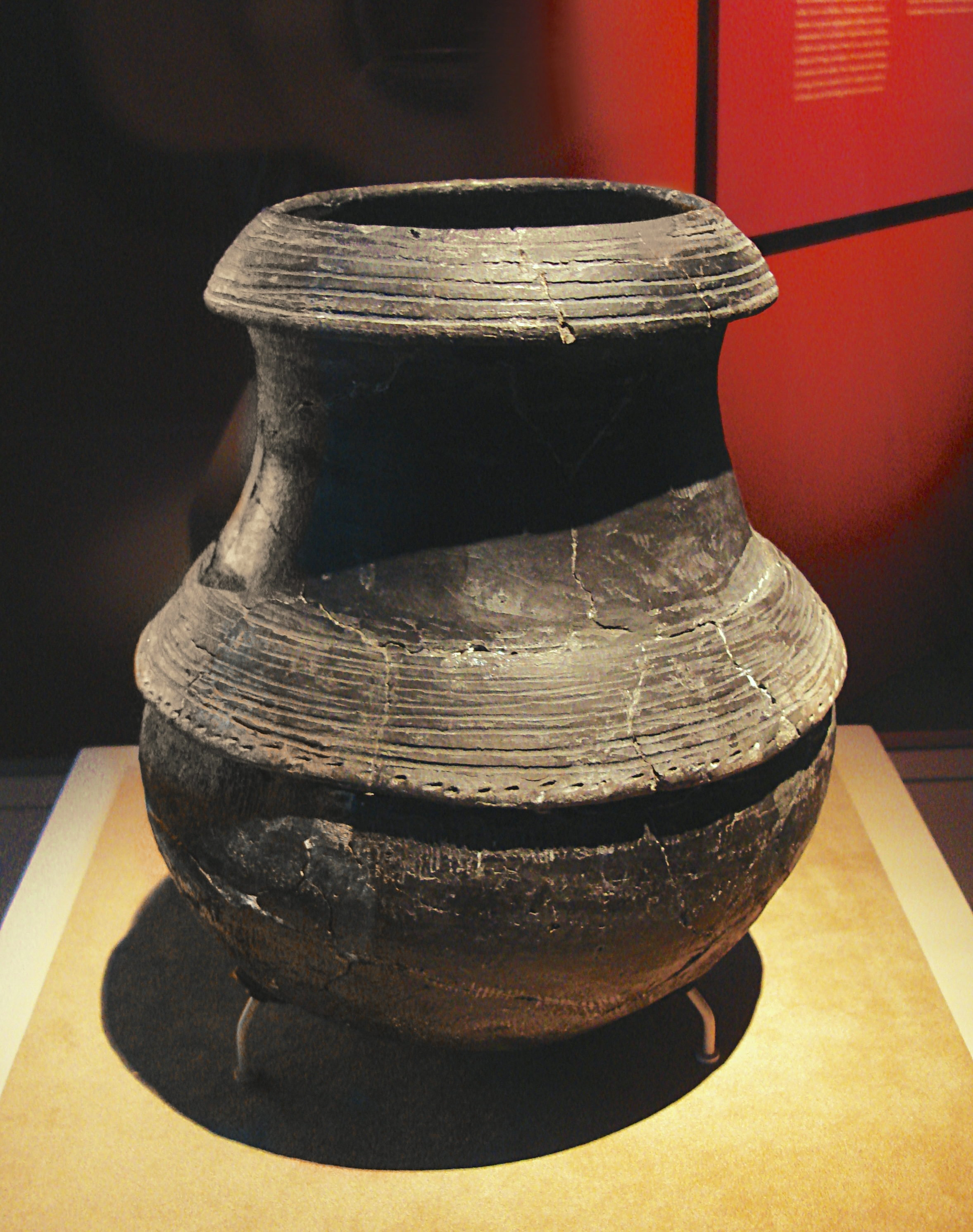
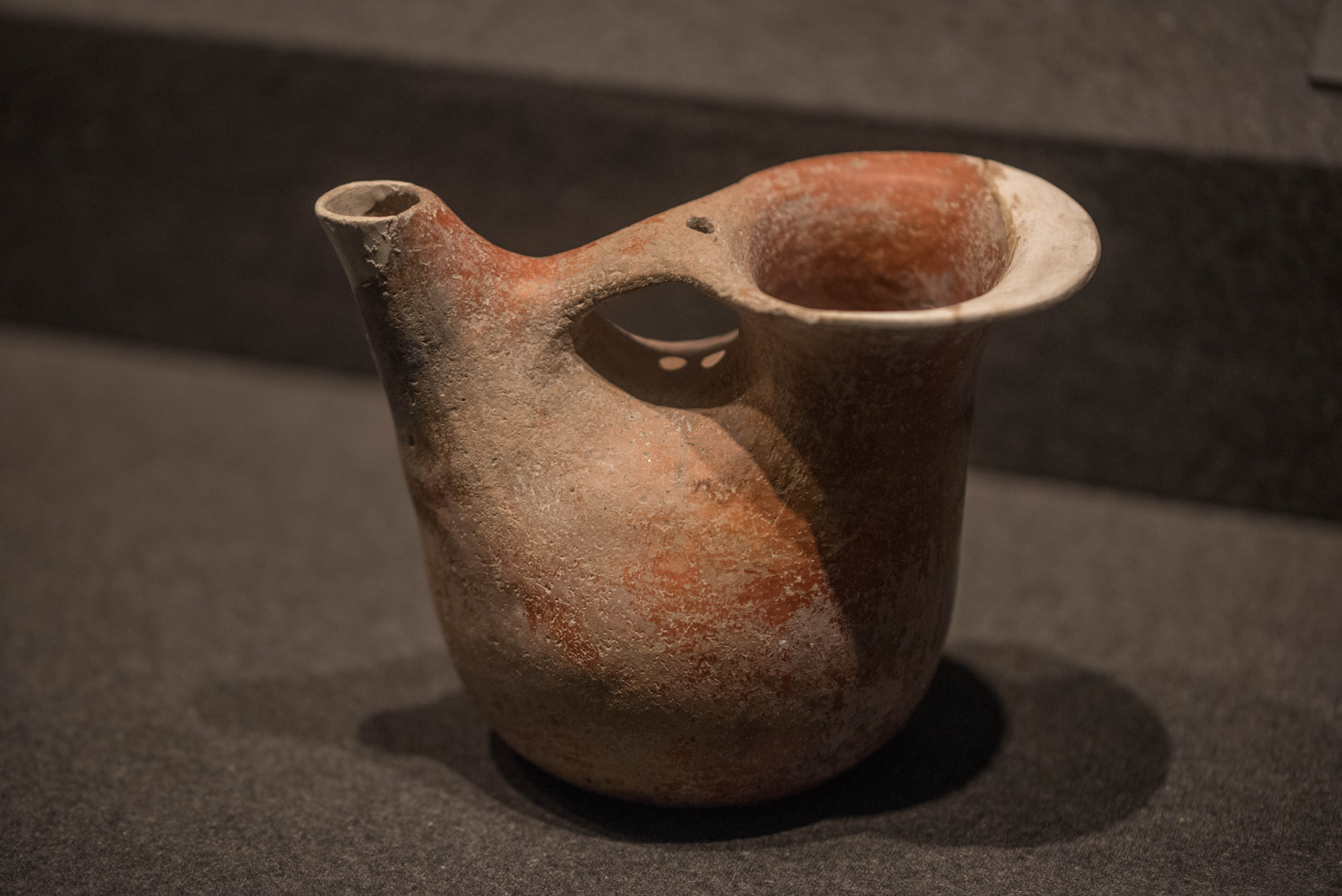
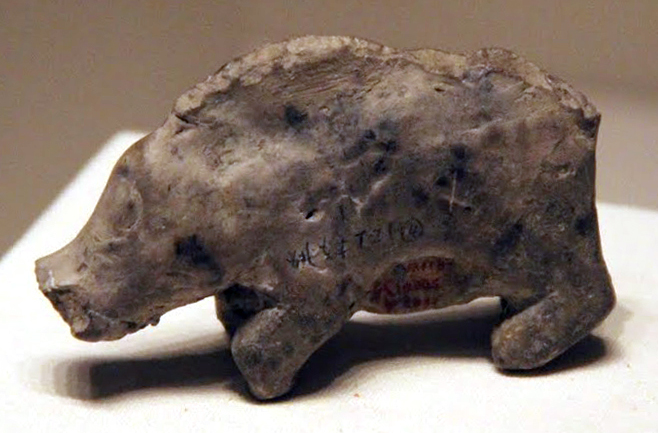